# 21Connect
De 21Connect (spreek uit: Twente One Connect) is een zonneauto van  Solar Team Twente. De 21Connect heeft meegedaan aan de World Solar Challenge 2011, die op 16 oktober 2011 van start ging. De World Solar Challenge is een tweejaarlijkse race voor zonnewagens die dwars door Australië gaat. Solar Team Twente 2011 behaalde de vijfde plaats. Zij wisten wel de kwalificatie te winnen en gingen dus als eerste van start.
De 21Connect heeft drie voorgangers: de Solutra die negende werd in 2005, de Twente One die zesde werd in de World Solar Challenge 2007 en de 21Revolution die achtste werd in de World Solar Challenge 2009. 

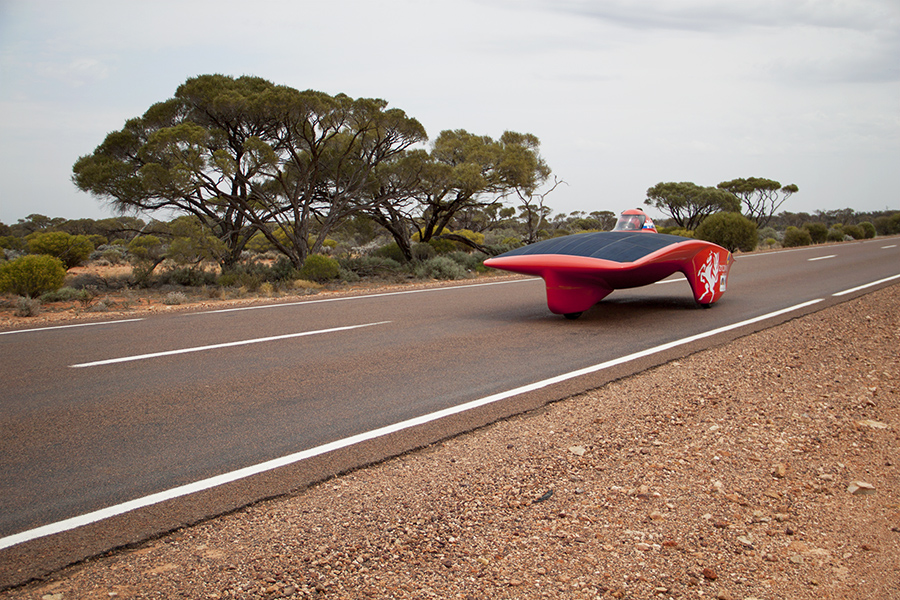
Haico Stegink

## Specificaties
| Afmetingen en gewichten | |
| Afmetingen              | Lengte: 4.300 mm Breedte: 1.800 mm Hoogte: 1.250 mm |
| Massa                   | Zonnewagen (excl. coureur): ≈ 180 kg Accupack: 21 kg Coureurs: 80 kg (elke coureur wordt aangevuld tot 80 kg) |
| Aantal wielen           | 3 (1 voor, 2 achter) |
| Banden                  | Speciaal voor zonneracen ontwikkelde profielbanden in samenwerking met Michelin. Deze zijn geschikt om tot hoge druk (5 bar) op te pompen en hebben minder kans om lek te gaan. |
| Energie                 | |
| Zonnepaneel             | Vermogen paneel: 1300 watt # zonnecellen: 1095 cellen Efficiëntie: ≈ 21 % Totale oppervlakte: 6 m² Celtype: kristallijn op maat gesneden siliciumcellen |
| Motor                   | Type: driefase elektromotor Maximaal vermogen: 4,5 kW Efficiëntie: 98% Maximale snelheid: 140 km/h |
| Accu                    | 21 kg lithium-ioncellen Capaciteit: 5 kWh Inclusief Battery Management Systeem (BMS) |
| Telemetrie              | CELINE (CAN Ethernet Logging Interface New Edition, in de volksmond boordcomputer) met display voor coureur Draadloze wifi-verbinding met volgwagen Intelligent LabVIEW programma in volgwagen om zonnewagen te monitoren en besturen. |
| Structureel ontwerp     | |
| Carrosserie             | De 21Connect is ontworpen naar het principe van een monocoque structuur. Dit houdt in dat het dragende chassis en de carrosserie één geheel vormen. Een speciale driehoek van carbon dient als cockpit om de coureur te beschermen. |
| Aerodynamica            | Cw: < 0,10 Frontaal oppervlak (A): 0,75 m² De buitenschil is ontworpen aan de hand van een dik vleugelprofiel. Dit betekent dat de auto geen zogenaamde buik heeft om de coureur in te passen. In plaats daarvan zit de coureur in de vleugel. De onderkant van de auto zo gevormd dat de lucht tussen het wegdek en de auto met zo min mogelijk verstoring wegvloeit. |